# Timóteo Francisco Nemésio Cordeiro
Dom Frei Timóteo Francisco Nemésio Pereira Cordeiro OFMCap (Canindé, 20 de março de 1928 — São Paulo, 20 de março de 1990), foi o primeiro bispo da Diocese de Tianguá. 

## Família
Filho de Paulo de Lima Cordeiro e Rosilda Pereira Cordeiro, Dom Timóteo era neto do Coronel latifundiário cearense Lindolfo de Lima Pereira e sobrinho do Major Antônio Couto Pereira, fundador do estádio do Coritiba Foot Ball Club no Paraná, primo do historiador cearense Gustavo Braga e irmão do advogado Doutor Lindolfo Cordeiro, brutalmente assassinado em Tianguá, dia 13 de novembro de 1978.

## Presbiterado
Ingressou no Seminário Seráfico de Messejana aos 10 anos de idade. Fez sua primeira profissão em 19 de janeiro de 1947. Em Parnaíba,(PI), cursou Filosofia e Teologia, sendo ordenado presbítero em 15 de março de 1953, no Seminário da Prainha, em Fortaleza. Foi professor e Diretor do Seminário Seráfico de Messejana e assistente da Custódia (1970).

## Episcopado
Nomeado bispo da recém feita Diocese de Tianguá em 22 de agosto de 1971, por Dom Valfrido, na época bispo de Sobral, foi sagrado no Santuário de São Francisco das Chagas de Canindé. O lema do seu episcopado era: “Ecce adsum” – Eis-me aqui, que bem revela sua disposição e convicção de querer servir à Igreja de Jesus Cristo. Depois de 19 anos de estruturação e formação da diocese, Dom Timóteo OFMCap (1971 – 1990)  faleceu em 20 de março de 1990, no dia em que ia completar 62 anos.